# Грессе, Жан-Батист-Луи
Жан-Батист-Луи Грессе (1709—1777) — французский поэт и драматург, член Французской академии.

## Биография
Жан-Батист-Луи Грессе родился 29 августа 1709 года в городе Амьене. Воспитывался в амьенской иезуитской коллегии, потом в Париже и нескольких провинциальных университетах.
Дебютировал одой «Sur l’amour de la patrie» (1730), а в 1734 году написал свою знаменитую комическую поэму «Vert-Vert» («Вер-Вер»), в которой в изящных стихах излагается история благочестивого говорящего попугая, воспитанного в женском монастыре; учёную птицу посылают в гости к настоятельнице другого монастыря, но на корабле он обогащает свой лексикон, подслушав разговоры солдатской компании, и по прибытии к аббатисе приветствует её отборнейшими словами нового репертуара. Впоследствии произведение легло в основу сюжета комической оперы Жака Оффенбаха (поставлена в 1869) «Вер-Вер, или Похождения попугая», известной также под названием «Какаду». Поэма переведена на русский язык Василием Курочкиным, опубликована под заглавием «Попугай» (1875).

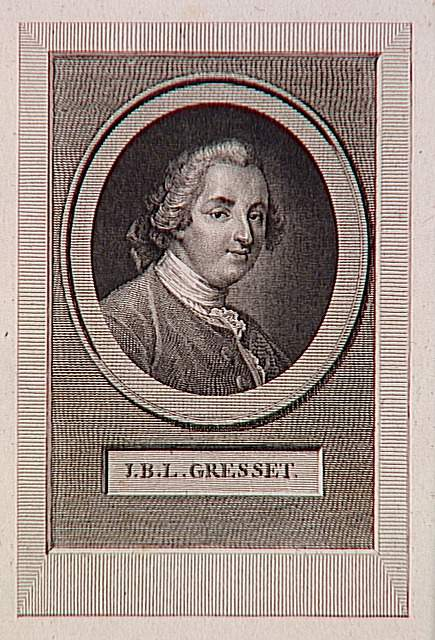
Жан-Батист-Луи Грессе

В том же духе Грессе написал ещё несколько мелочей: «Le Carême impromptu», «Le lutrin vivant» и отчасти «La Chartreuse», где автор делает неудачные попытки философствовать.
Задетая сатирой Грессе настоятельница монастыря de la Visitation устроила так, что поэт, принадлежавший к иезуитскому ордену, был сослан своим начальством в городок Ла-Флеш, где от скуки занялся переводом «Буколик» Вергилия.
В 1735 году Жан-Батист-Луи Грессе выступил из ордена, стал вести светскую жизнь, был постоянным посетителем салона m-me de Forcalquier. Трагедии и драмы Грессе («Edouard III», «Sidney») неудачны и несценичны, но его комедия «Le Méchant» («Злой»; поставлена в 1745, издана в 1747, рус. пер. 1817) заслуживает внимания. Интрига ведется вяло, главный герой, беспричинно злой Клеон — тип выдуманный и неестественный, но салонные нравы общества той эпохи переданы верно и в стиле весьма тонко воспроизведён тогдашний разговорный тон. Вместе с «Métromanie» Пирона «Le Méchant» составляет переход от комедии Мольера к комедии Бомарше.
В 1748 году Грессе был избран в члены Французской академии, в которой выступал с речами два раза: при приеме Д’Аламбера в 1754 году и Сюара в 1774 году, причем оба раза обнаружил узкоклерикальное направление и ненависть ко всяким новшествам.
С точки зрения изучения истории развития французской комедии XVIII века представляет интерес «Письмо г-на Грессе о комедии» («Lettre de M. Gresset sur la comédie», 1759).
В последние годы жизни Грессе подпал под влияние духовенства и публично отрекся (в открытом письме 1759 года) от своей литературной деятельности, в том числе от поэзии, уничтожив неопубликованные произведения, за что подвергся жестоким насмешкам Вольтера и Пирона.
Жан-Батист-Луи Грессе умер 16 июня 1777 года в родном городе.
Кроме названных произведений, он написал ещё «le Gazetin», «Parrain Magnifique», «Les Pensionnaires» и «Le Laboratoire de nos soeurs». Полное собрание сочинений Грессе было издано Файолем в 1803 г., Ренуаром в 1811 г.; избр. соч. изданы Кампеноном (П., 1823). См. о Грессе: Bailly, «Eloge de G.»; Robespierre, «Eloge de G.» (1765, перепечатан 1868), le P. Daire, «Vie de G.» (П., 1779); De Cayrol, «Essai sur la vie et les oeuvres de G.» (1845); St. Albin Berville, «G., sa vie et ses ouvrages» (1863).

## В культуре
В романе Шодерло де Лакло "Опасные связи" (1782) маркиза де Мертей цитирует строчку из "Злого" Грессе ("Ведь на забаву нам и созданы глупцы") в письме виконту де Вальмону (письмо 63). В письме 100, обращаясь к Мертей, Вальмон также перефразирует строки из "Злого": "Чем дальше, тем более я склонен думать, что во всем мире чего-то стоим только вы да я." (У Грессе: "Вот, право, видя мир и то, как он устроен,/Я думаю, лишь мы чего-то в нем и стоим.") 

 
В рассказе Эдгара Аллана По «Падение дома Ашеров» (1839) рассказчик, перечисляя литературные произведения из библиотеки Родерика Ашера, в первую очередь называет два произведения Грессе: 
«Нетрудно догадаться, что наши книги — книги, которыми долгие годы питался ум моего больного друга, — вполне соответствовали его причудливым взглядам. Нас увлекали «Вер-Вер» и «Монастырь» Грессэ, «Бельфегор» Макиавелли, «Рай и ад» Сведенборга… «Путешествие в голубую даль» Тика и «Город солнца» Кампанеллы…» 